# Балдред (отшельник)

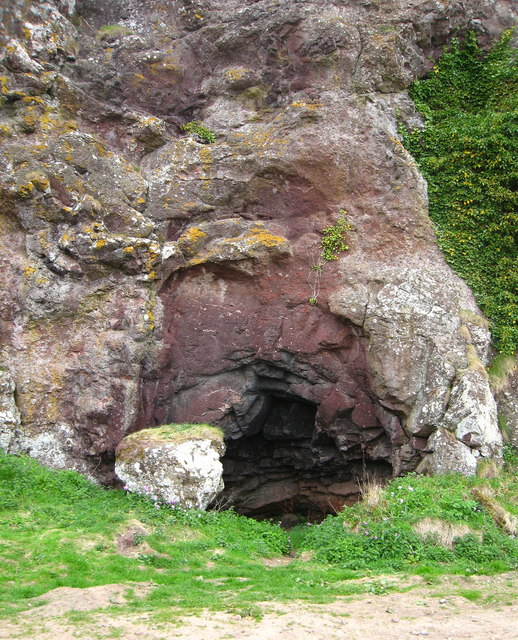
Пещера, в которой жил святой Балдред

Балдред (умер 6 марта 756) — отшельник, иерей, святой, память 6 марта.
Святой Балдред (Baldred) или Балтер (Balther, Baltherus) был отшельником-священником. Его часто почитают как апостола Лотиана. Симеон Даремский писал, что «пределы пастырской деятельности охватывали все земли, которые принадлежали монастыря св. Балтера, который назывался Тайнингхэйм (Tyninghame) — от Ламмермура (Lammermuir) до Инвереска (Inveresk), иначе называемого Эскмут (Eskmouthe).» Его почитание, несомненно было сосредоточено в четырёх церквях в Аулдхэйме (Auldhame), Уайткирке (Whitekirk), Тайнингхэйме (Tyninghame) и Престнокирке (Prestonkirk), между Восточным Линтоном (East Linton) и Северным Бервиком (North Berwick) в Восточном Лотиане (East Lothian).
Св. Балдред, как полагают, основал монастырь в Тайнингхэйме. Однако он решил удалиться от духовного окормления бриттов Лотиана (Lothian Britons) и избрал Басс Рок (Bass Rock) как место, где построил себе маленькую хижину вместе с часовней, хотя иногда он останавливался в своей пещере 'St Baldred’s Cave' на Сиклифф Бич (Seacliff Beach).
Считается, что мощи свв. Балдреда и Кутберта были размещены в соборе Дарема и были перенесены в храм Св. Беды в 1104 году.